# Comunicación abierta
En el ámbito de los negocios, la comunicación abierta (o el acceso abierto a recursos de comunicación) es la capacidad de cualquiera, con condiciones iguales y una relación transparente de costo-beneficio, de conseguir acceso y compartir recursos de comunicación. Sencillamente puesto, el acceso abierto es para desregular la Oligarquía de los operadores de telecomunicación , dándole así una oferta más amplia a los consumidores en las elecciones de equipamiento, servicios y vendedores de servicio o transportistas. Además, esto da un respiro en la Neutralidad de Red, que fue el conflicto principal entre transportistas móviles, como AT&T, Verizon y Sprint Nextel, y medios de comunicación web, como eBay, Amazon.com y Google.

## Impacto socioeconómico
El concepto de acceso abierto a los recursos de comunicación es central en la transformación en curso del mercado de la comunicación. De un mercado de integración vertical con unos pocos operadores de propiedad y operación, a un "mercado abierto horizontal" con una gran cantidad de agentes que operan en diferentes niveles con el objetivo de proporcionar mayor valor a los servicios añadidos.
El acceso abierto es también un enfoque amplio de política y reglamentación que se inicia a partir de la pregunta: ¿qué es lo que queremos llevar a cabo fuera de las preocupaciones puramente particular? Se pone énfasis en:
- Empoderamiento Ciudadano.
- Fomentar la innovación local, el crecimiento económico y la inversión.
- Conseguir lo mejor de las contribuciones del sector público y privado.

## Capas en la arquitectura del sistema de comunicación de datos
Las capas interesantes en una arquitectura de sistema de comunicación de datos para la comunicación de fibra óptica terrestre incluyen:
- Infraestructura pasiva física: el derecho de paso, conductos, cables de fibra, núcleo de la fibra terminada en un bastidor de distribución óptica con paneles de conexión.Los actores en este nivel incluyen a los propietarios de bienes inmuebles, tanto públicos como privados, a otros agentes de infraestructura, como las empresas de servicios públicos de energía, empresas ferroviárias, compañías de tuberías (agua, gas, petróleo, etc.). Varios propietarios de fibra en renta fibra oscura]] a los operadores o usuarios finales.

- La transmisión óptica que incluye WDM (wavelength division multiplexing) proporciona varios canales de comunicación en el mismo cable de fibra. Los propietarios de fibra a veces proporcionan longitudes de onda en lugar de fibra oscura, a veces proporcionan ambos.

- Nivel de enlace: incluye una variedad de servicios de nivel de enlace de Red de área local LAN, Red de Área Metropolitana MAN y red de área extensa WAN implementado por interruptores, etc. Los operadores en este nivel incluyen a los operadores de redes de operador neutro de servicio.

- Nivel de red (IP), incluyendo unicast, multicast, anycast. Los operadores en este nivel incluyen proveedores de servicios Internet, también conocidos como ISPs por su nombre en inglés (Internet Service Providers)

- Nivel de transporte de extremo a extremo, incluyendo orientado a la conexión TCP (Transfer Control Protocol) y de datagramas (UDP). Los servicios comerciales en este nivel son raros.

- Los servicios que incluyen sesión, presentación y funcionalidad de la aplicación, tales como el correo electrónico (SMTP, POP, IMAP), servicios web (HTTP), FTP (File Transfer Protocol), el acceso de terminal (TELNET ), etc. Los actores comerciales típicos en este nivel incluyen a cibers.